# 萨利纳斯德奥罗
萨利纳斯德奥罗（西班牙語：Salinas de Oro）是西班牙纳瓦拉的一个市镇。总面积14平方公里，总人口105人（2001年），人口密度8人/平方公里。